# بروس (آلمان)
بروس (به آلمانی: Berus) یک منطقهٔ مسکونی در آلمان است که در اوبرهرن واقع شده‌است. بروس ۲٬۰۵۳ نفر جمعیت دارد.